# Elloughton
Elloughton – wieś w Anglii, w hrabstwie East Riding of Yorkshire. Leży 16 km na zachód od miasta Hull i 250 km na północ od Londynu.